# Fagnières
Fagnières è un comune francese di 4 576 abitanti situato nel dipartimento della Marna nella regione del Grand Est.

## Società

### Evoluzione demografica
Abitanti censiti